# Böyük Zirə
Böyük Zirə (Boyuk Zira, aussi connue sous le nom Nargin) est une île de la Mer Caspienne, située dans la baie de Bakou en Azerbaïdjan, à 5 km en face de son port.

## Description
C'est la plus grande île de l'archipel de Bakou. Elle fait 3,1 km de long sur 900 m de large. C'est une île rocheuse, dotée d'un phare.
L'île était une zone militaire soviétique du temps où l'Azerbaïdjan faisait partie de l'URSS.
Elle se trouve à un emplacement stratégique, et est placée sous l'autorité du ministère de la défense d'Azerbaïdjan. 

## Galerie

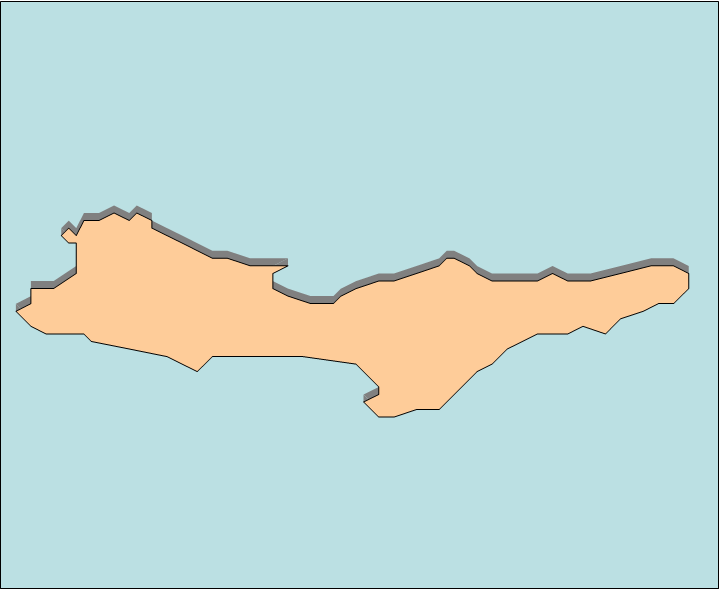
Carte de l'île
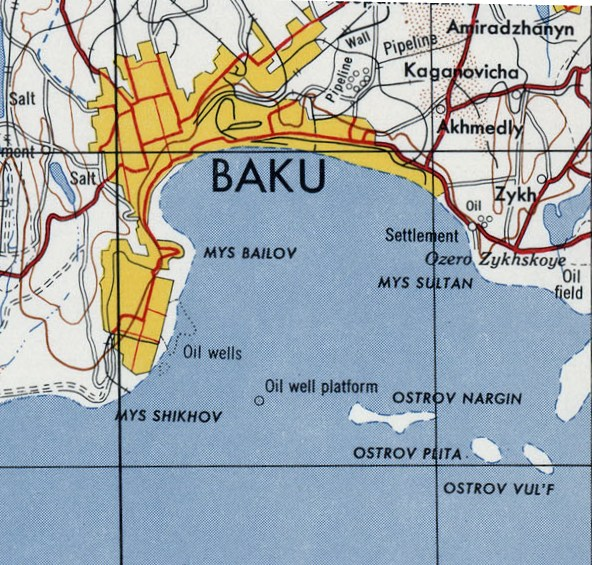
Localisation de l'île dans la baie de Bakou
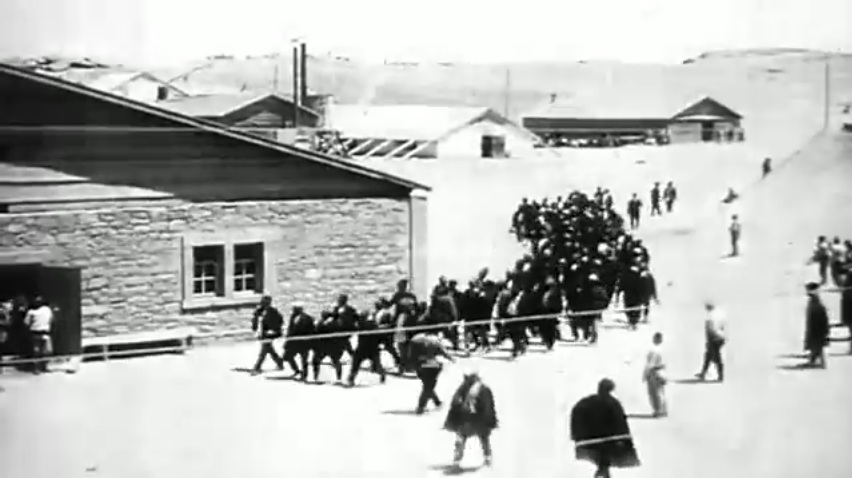
Camp de prisonniers de guerre en 1915